# 15 août 1964
Le samedi 15 août 1964 est le 228e jour de l'année 1964.

## Naissances
- Birkir Kristinsson, footballeur international islandais
- Alain Agat, écrivain et scénariste français
- Melinda Gates, philanthrope américaine
- Jane Ellison, femme politique, ministre britannique
- Tibor Komáromi, lutteur hongrois spécialiste de la lutte gréco-romaine
- Hamidou Ouarga, entraîneur professionnel marocain
- Debi Mazar, actrice américaine
- Luc Chatel, homme politique français
- Anna Maria Muccioli, femme politique saint-marinaise

## Décès
- Dr. Atl (né le 8 octobre 1875), peintre mexicain
- Adrien Bels (né le 25 octobre 1882), homme politique français
- Émile Baligean (né le 27 juillet 1891), dirigeant syndical français
- Victor Oliver von Samek (né le 8 juillet 1898), acteur et humoriste de radio anglais
- Marcel Teppaz (né le 26 mai 1908), technicien-mécanicien lyonnais

## Autres événements
- Inauguration par le général de Gaulle du Mémorial du débarquement en Provence